# Deuxième circonscription de la Dordogne
La deuxième circonscription de la Dordogne correspond principalement à la région du Périgord pourpre.

## Histoire
Sous la Cinquième République, en 1958, la 2e circonscription de la Dordogne est composée des cantons de Beaumont, Bergerac, Cadouin, Eymet, La Force, Issigeac, Lalinde, Monpazier, Sigoulès, Vélines, Villamblard et Villefranche-de-Lonchat.

## Description géographique et démographique

### De 1958 à 1986
La deuxième circonscription de la Dordogne était composée de douze cantons :
- canton de Beaumont ;
- canton de Bergerac ;
- canton de Cadouin ;
- canton d'Eymet ;
- canton d'Issigeac ;
- canton de Laforce ;
- canton de Lalinde ;
- canton de Monpazier ;
- canton de Sigoulès ;
- canton de Vélines ;
- canton de Villamblard ;
- canton de Villefranche-de-Lonchat.

### De 1988 à 2014
Également appelée circonscription du Bergeracois, la 2e circonscription de la Dordogne regroupe, de 1988 à 2015, treize des quatorze cantons de l'arrondissement de Bergerac (seul en est exclu le canton de Sainte-Alvère) :
- canton de Beaumont-du-Périgord ;
- canton de Bergerac-1 ;
- canton de Bergerac-2 ;
- canton du Buisson-de-Cadouin ;
- canton d'Eymet ;
- canton de la Force ;
- canton d'Issigeac ;
- canton de Lalinde ;
- canton de Monpazier ;
- canton de Sigoulès ;
- canton de Vélines;
- canton de Villamblard ;
- canton de Villefranche-de-Lonchat.

### Depuis 2015
Lors du redécoupage cantonal de 2014, applicable à compter des élections départementales de mars 2015, le nombre de cantons du département est divisé par deux, et les cantons ne sont plus systématiquement inclus à l'intérieur d'un seul arrondissement. La circonscription se compose alors de cinq cantons entiers :
- canton de Bergerac-1 ;
- canton de Bergerac-2 ;
- canton du Pays de la Force ;
- canton du Pays de Montaigne et Gurson ;
- canton du Sud-Bergeracois ;

et de communes appartenant à quatre autres cantons :
- canton de Lalinde : toutes sauf Pezuls et Sainte-Foy-de-Longas ;
- canton de Montpon-Ménestérol : une seule : Moulin-Neuf ;
- canton du Périgord central : les dix-sept communes de l'ancien canton de Villamblard ;
- canton de la Vallée de l'Isle : une seule commune : Les Lèches.

## Liste des députés de la circonscription
| Législature | Début de mandat | Fin de mandat  | Député                     | Parti politique      | Observations |
| ----------- | --------------- | -------------- | -------------------------- | -------------------- | --- |
| Ire         | 9 décembre 1958 | 9 octobre 1962 | Henri Sicard               | UNR                  | Mandat écourté à la suite d'une dissolution parlementaire décidée par Charles de Gaulle.                                                                       |
| IIe         | 6 décembre 1962 | 2 avril 1967   | Louis Pimont               | app. SFIO puis FGDS  | |
| IIIe        | 3 avril 1967    | 30 mai 1968    | Louis Pimont               | app. SFIO puis FGDS  | Mandat écourté à la suite d'une dissolution parlementaire décidée par Charles de Gaulle.                                                                       |
| IVe         | 11 juillet 1968 | 1er avril 1973 | Jean Capelle               | app. UDR             | |
| Ve          | 2 avril 1973    | 2 avril 1978   | Louis Pimont Raoul Jarry   | PS                   | Décédé en fonctions. En remplacement de Louis Pimont, décédé en novembre 1975.                                                                                 |
| VIe         | 3 avril 1978    | 22 mai 1981    | Michel Manet Michel Suchod | PS                   | Démissionne pour devenir sénateur Mandat écourté à la suite d'une dissolution parlementaire décidée par François Mitterrand.                                   |
| VIIe        | 2 juillet 1981  | 1er avril 1986 | Michel Suchod              | PS                   | |
| VIIIe       | 2 avril 1986    | 14 mai 1988    | Élie Marty                 | UDF                  | Proportionnelle par département, pas de député par circonscription. Mandat écourté à la suite d'une dissolution parlementaire décidée par François Mitterrand. |
| IXe         | 23 juin 1988    | 1er avril 1993 | Michel Suchod              | PS                   | |
| Xe          | 2 avril 1993    | 21 avril 1997  | Daniel Garrigue            | RPR diss.            | Mandat écourté à la suite d'une dissolution parlementaire décidée par Jacques Chirac.                                                                          |
| XIe         | 12 juin 1997    | 18 juin 2002   | Michel Suchod              | MDC                  | |
| XIIe        | 19 juin 2002    | 19 juin 2007   | Daniel Garrigue            | UMP puis RS puis DVD | |
| XIIIe       | 20 juin 2007    | 19 juin 2012   | Daniel Garrigue            | UMP puis RS puis DVD | |
| XIVe        | 20 juin 2012    | 20 juin 2017   | Brigitte Allain            | EELV                 | |
| XVe         | 21 juin 2017    | 21 juin 2022   | Michel Delpon              | LREM                 | |
| XVIe        | 22 juin 2022    | 9 juin 2024    | Serge Muller               | RN                   | Mandat écourté à la suite d'une dissolution parlementaire décidée par Emmanuel Macron.                                                                         |
| XVIIe       | 8 juillet 2024  | En cours       | Serge Muller               | RN                   | |

## Historique des résultats

### Élections de 1958
| Candidat       | Candidat          | Parti          | Premier tour | Premier tour | Second tour | Second tour |  |
| Candidat       | Candidat          | Parti          | Voix         | %            | Voix        | %           |  |
| -------------- | ----------------- | -------------- | ------------ | ------------ | ----------- | ----------- |  |
|                | Henri Sicard élu  | UNR            | 12 870       | 28,87        | 30 435      | 72,39       |  |
|                | Marcel Ventenat   | Rad            | 10 054       | 22,55        | Retrait     | Retrait     |  |
|                | Émilien Aublanc   | PCF            | 8 367        | 18,74        | 11 605      | 27,60       |  |
|                | Martial Bélugue   | SFIO           | 6 244        | 14,00        | Retrait     | Retrait     |  |
|                | Henry Rey-Lescure | Radsoc         | 4 021        | 9,04         | Retrait     | Retrait     |  |
|                | Jean Nallet       | UFF            | 3 020        | 6,77         | Retrait     | Retrait     |  |
|                |                   |                |              |              |             |             |  |
| Inscrits       | Inscrits          | Inscrits       | 59 234       | 100,00       | 59 100      | 100,00      |  |
| Abstentions    | Abstentions       | Abstentions    | 13 688       | 23,11        | 14 759      | 24,97       |  |
| Votants        | Votants           | Votants        | 45 546       | 76,89        | 44 341      | 75,03       |  |
| Blancs et nuls | Blancs et nuls    | Blancs et nuls | 970          | 2,13         | 2 301       | 5,19        |  |
| Exprimés       | Exprimés          | Exprimés       | 44 576       | 97,87        | 42 040      | 94,81       |  |

Le suppléant d'Henri Sicard était Albert Géraud, viticulteur, maire de Pomport.

### Élections de 1962
| Candidat       | Candidat             | Parti          | Premier tour | Premier tour | Second tour | Second tour |  |
| Candidat       | Candidat             | Parti          | Voix         | %            | Voix        | %           |  |
| -------------- | -------------------- | -------------- | ------------ | ------------ | ----------- | ----------- |  |
|                | Louis Pimont élu     | SFIO           | 11 105       | 27,18        | 26 759      | 62,48       |  |
|                | Robert Aulong        | UNR-UDT        | 9 320        | 22,81        | 16 065      | 37,72       |  |
|                | Henri Sicard sortant | Modérés        | 9 180        | 22,47        | Retrait     | Retrait     |  |
|                | Léon Lichtenberg     | PCF            | 7 975        | 19,52        | Retrait     | Retrait     |  |
|                | Marcel Ventenat      | Radsoc         | 3 272        | 8,01         | Retrait     | Retrait     |  |
|                |                      |                |              |              |             |             |  |
| Inscrits       | Inscrits             | Inscrits       | 59 404       | 100,00       | 59 402      | 100,00      |  |
| Abstentions    | Abstentions          | Abstentions    | 17 563       | 29,57        | 14 681      | 24,71       |  |
| Votants        | Votants              | Votants        | 41 841       | 70,43        | 44 721      | 75,29       |  |
| Blancs et nuls | Blancs et nuls       | Blancs et nuls | 989          | 2,36         | 1 897       | 4,24        |  |
| Exprimés       | Exprimés             | Exprimés       | 40 852       | 97,64        | 42 824      | 95,76       |  |

Le suppléant de Louis Pimont était le Docteur Henry Rey-Lescure, conseiller général SFIO du canton de La Force.

### Élections de 1967
| Candidat       | Candidat                   | Parti          | Premier tour | Premier tour | Second tour | Second tour |  |
| Candidat       | Candidat                   | Parti          | Voix         | %            | Voix        | %           |  |
| -------------- | -------------------------- | -------------- | ------------ | ------------ | ----------- | ----------- |  |
|                | Louis Pimont sortant réélu | FGDS (SFIO)    | 14 522       | 29,96        | 28 977      | 58,96       |  |
|                | Robert Aulong              | UD-Ve          | 13 877       | 28,63        | 20 172      | 41,04       |  |
|                | Léon Lichtenberg           | PCF            | 10 064       | 20,76        | Retrait     | Retrait     |  |
|                | Henri Sicard               | CD (PDM)       | 10 015       | 20,66        | Retrait     | Retrait     |  |
|                |                            |                |              |              |             |             |  |
| Inscrits       | Inscrits                   | Inscrits       | 60 634       | 100,00       | 60 624      | 100,00      |  |
| Abstentions    | Abstentions                | Abstentions    | 11 146       | 18,38        | 10 075      | 16,62       |  |
| Votants        | Votants                    | Votants        | 49 488       | 81,62        | 50 549      | 83,38       |  |
| Blancs et nuls | Blancs et nuls             | Blancs et nuls | 1 010        | 2,04         | 1 400       | 2,77        |  |
| Exprimés       | Exprimés                   | Exprimés       | 48 478       | 97,96        | 49 149      | 97,23       |  |

Le suppléant de Louis Pimont était Henry Rey-Lescure.

### Élections de 1968
| Candidat       | Candidat             | Parti          | Premier tour | Premier tour | Second tour | Second tour |  |
| Candidat       | Candidat             | Parti          | Voix         | %            | Voix        | %           |  |
| -------------- | -------------------- | -------------- | ------------ | ------------ | ----------- | ----------- |  |
|                | Jean Capelle élu     | URP            | 23 624       | 49,04        | 27 400      | 55,08       |  |
|                | Louis Pimont sortant | FGDS (SFIO)    | 17 020       | 35,33        | 22 346      | 44,92       |  |
|                | François Viguéra     | PCF            | 7 529        | 15,63        | Retrait     | Retrait     |  |
|                |                      |                |              |              |             |             |  |
| Inscrits       | Inscrits             | Inscrits       | 60 001       | 100,00       | 59 981      | 100,00      |  |
| Abstentions    | Abstentions          | Abstentions    | 10 936       | 18,23        | 9 681       | 16,14       |  |
| Votants        | Votants              | Votants        | 49 065       | 81,77        | 50 300      | 83,86       |  |
| Blancs et nuls | Blancs et nuls       | Blancs et nuls | 892          | 1,82         | 554         | 1,1         |  |
| Exprimés       | Exprimés             | Exprimés       | 48 173       | 98,18        | 49 746      | 98,9        |  |

Le suppléant de Jean Capelle était le Docteur Pierre Perrin, maire d'Issigeac.

### Élections de 1973
| Candidat       | Candidat             | Parti                          | Premier tour | Premier tour | Second tour | Second tour |  |
| Candidat       | Candidat             | Parti                          | Voix         | %            | Voix        | %           |  |
| -------------- | -------------------- | ------------------------------ | ------------ | ------------ | ----------- | ----------- |  |
|                | Louis Pimont élu     | PS (UGSD)                      | 14 423       | 28,28        | 27 714      | 52,81       |  |
|                | Claude Guichard      | RI (URP)                       | 9 129        | 17,90        | 24 762      | 47,18       |  |
|                | François Viguera     | PCF                            | 8 802        | 17,26        | Retrait     | Retrait     |  |
|                | Jean-Pierre Joussain | CD (MR)                        | 6 763        | 13,26        | Retrait     | Retrait     |  |
|                | Bertrand des Garets  | CDP (URP)                      | 6 548        | 12,84        | Retrait     | Retrait     |  |
|                | Jean Royère          | IND                            | 2 353        | 4,61         |             |             |  |
|                | Robert Aulong        | Gaulliste (Union travailliste) | 1 202        | 2,35         |             |             |  |
|                | Lino Ottogali        | PSU                            | 1 146        | 2,25         |             |             |  |
|                | M. Holtzheyer        | Divers droite                  | 619          | 1,21         |             |             |  |
|                |                      |                                |              |              |             |             |  |
| Inscrits       | Inscrits             | Inscrits                       | 62 941       | 100,00       | 60 633      | 100,00      |  |
| Abstentions    | Abstentions          | Abstentions                    | 10 739       | 17,06        | 8 659       | 14,28       |  |
| Votants        | Votants              | Votants                        | 52 202       | 82,94        | 51 974      | 85,72       |  |
| Blancs et nuls | Blancs et nuls       | Blancs et nuls                 | 1 217        | 2,33         | 1 289       | 2,48        |  |
| Exprimés       | Exprimés             | Exprimés                       | 50 985       | 97,67        | 50 685      | 97,52       |  |

Le suppléant de Louis Pimont était Raoul Jarry, directeur d'école honoraire, conseiller général du canton d'Eymet, maire d'Eymet.
Raoul Jarry devient député le 10 novembre 1975, à la suite du décès de Louis Pimont.

### Élections de 1978
Les élections législatives françaises de 1978 ont lieu les dimanches 12 et 19 mars 1978.
| Candidat       | Candidat               | Parti          | Premier tour | Premier tour | Second tour | Second tour |  |
| Candidat       | Candidat               | Parti          | Voix         | %            | Voix        | %           |  |
| -------------- | ---------------------- | -------------- | ------------ | ------------ | ----------- | ----------- |  |
|                | Michel Manet élu       | PS             | 20 236       | 34,69        | 33 778      | 56,06       |  |
|                | Bernard de Montferrand | RPR            | 15 713       | 26,82        | 26 476      | 43,94       |  |
|                | Jean-Pierre Raffier    | PCF            | 10 749       | 18,34        | Retrait     | Retrait     |  |
|                | Élie Marty             | UDF (PR)       | 7 441        | 12,70        |             |             |  |
|                | Michel Lacoste         | PSU (FA)       | 1 840        | 3,14         |             |             |  |
|                | Annie Rieupet          | LO             | 1 012        | 1,72         |             |             |  |
|                | Jean-Louis Bosviel     | FP             | 872          | 1,47         |             |             |  |
|                | Denys Pouillard        | Divers droite  | 722          | 1,23         |             |             |  |
|                |                        |                |              |              |             |             |  |
| Inscrits       | Inscrits               | Inscrits       | 70 140       | 100,00       | 70 126      | 100,00      |  |
| Abstentions    | Abstentions            | Abstentions    | 10 121       | 14,43        | 8 504       | 12,13       |  |
| Votants        | Votants                | Votants        | 60 019       | 85,57        | 61 622      | 87,87       |  |
| Blancs et nuls | Blancs et nuls         | Blancs et nuls | 1 434        | 2,39         | 1 368       | 2,22        |  |
| Exprimés       | Exprimés               | Exprimés       | 58 585       | 97,61        | 60 254      | 97,78       |  |

Le suppléant de Michel Manet était Jean-Pierre Vaubal, professeur, conseiller général du canton d'Issigeac, maire de Faux.
Michel Manet est élu sénateur le 28 septembre 1980.

### Élection partielle de 1980
L'élection législative partielle a lieu les dimanches 23 et 30 novembre 1980.
| Candidat               | Parti | %     | Voix   |
| ---------------------- | ----- | ----- | ------ |
| Michel Suchod          | PS    | 34,19 | 14 197 |
| Bernard de Montferrand | RPR   | 28,11 | 11 674 |
| Jean-Pierre Raffier    | PCF   | 20,10 | 8 348  |
| Raoul Rousseau         | UDF   | 7,16  | 2 974  |
| Robert Talec           | DVD   | 6,42  | 2 667  |
| Annie Rieupet          | LO    | 3,21  | 1 336  |
| André Rosevègue        | LCR   | 0,79  | 326    |

| Candidat               | Parti | %     | Voix   |
| ---------------------- | ----- | ----- | ------ |
| Michel Suchod          | PS    | 57,47 | 25 587 |
| Bernard de Montferrand | RPR   | 42,52 | 18 929 |

### Élections de 1981
| Candidat       | Candidat                    | Parti          | Premier tour | Premier tour | Second tour | Second tour |  |
| Candidat       | Candidat                    | Parti          | Voix         | %            | Voix        | %           |  |
| -------------- | --------------------------- | -------------- | ------------ | ------------ | ----------- | ----------- |  |
|                | Michel Suchod sortant réélu | PS             | 23 347       | 45,78        | 33 969      | 61,30       |  |
|                | Jean Taulelle               | RPR (UNM)      | 17 773       | 34,85        | 21 176      | 38,70       |  |
|                | Jean-Pierre Raffier         | PCF            | 7 640        | 15,00        |             |             |  |
|                | Robert Talec                | Divers droite  | 1 472        | 2,89         |             |             |  |
|                | Annie Rieupet               | LO             | 766          | 1,50         |             |             |  |
|                |                             |                |              |              |             |             |  |
| Inscrits       | Inscrits                    | Inscrits       | 72 461       | 100,00       | 72 455      | 100,00      |  |
| Abstentions    | Abstentions                 | Abstentions    | 20 323       | 28,05        | 15 907      | 21,95       |  |
| Votants        | Votants                     | Votants        | 52 138       | 71,95        | 56 548      | 78,05       |  |
| Blancs et nuls | Blancs et nuls              | Blancs et nuls | 1 140        | 2,19         | 1 133       | 2           |  |
| Exprimés       | Exprimés                    | Exprimés       | 50 998       | 97,81        | 55 415      | 98          |  |

Le suppléant de Michel Suchod était Michel Clergeot, principal de collège, adjoint au maire de Bergerac.

### Élections de 1988
| Candidat       | Candidat           | Parti          | Premier tour | Premier tour | Second tour | Second tour |  |
| Candidat       | Candidat           | Parti          | Voix         | %            | Voix        | %           |  |
| -------------- | ------------------ | -------------- | ------------ | ------------ | ----------- | ----------- |  |
|                | Michel Suchod élu  | PS             | 22 961       | 43,90        | 30 856      | 54,49       |  |
|                | Élie Marty sortant | UDF (PR) (URC) | 19 747       | 37,75        | 25 764      | 45,50       |  |
|                | Irène Sapir        | PCF            | 5 548        | 10,60        |             |             |  |
|                | Jacques Ricard     | FN             | 4 041        | 7,72         |             |             |  |
|                |                    |                |              |              |             |             |  |
| Inscrits       | Inscrits           | Inscrits       | 75 354       | 100,00       | 75 312      | 100,00      |  |
| Abstentions    | Abstentions        | Abstentions    | 21 713       | 28,81        | 16 767      | 22,26       |  |
| Votants        | Votants            | Votants        | 53 641       | 71,19        | 58 545      | 77,74       |  |
| Blancs et nuls | Blancs et nuls     | Blancs et nuls | 1 344        | 2,51         | 1 925       | 3,29        |  |
| Exprimés       | Exprimés           | Exprimés       | 52 297       | 97,49        | 56 620      | 96,71       |  |

Le suppléant de Michel Suchod était Michel Clergeot.

### Élections de 1993
Les élections législatives françaises de 1993 ont eu lieu les dimanches 21 et 28 mars 1993.
| Candidat                      | Candidat              | Parti          | Premier tour | Premier tour | Second tour | Second tour |  |
| Candidat                      | Candidat              | Parti          | Voix         | %            | Voix        | %           |  |
| ----------------------------- | --------------------- | -------------- | ------------ | ------------ | ----------- | ----------- |  |
|                               | Katherine Traissac    | UDF (AD)       | 12 729       | 24,60        | 16 598      | 45,09       |  |
|                               | Daniel Garrigue élu   | diss. RPR      | 7 446        | 14,39        | 20 215      | 54,91       |  |
|                               | Michel Suchod sortant | MDC            | 6 978        | 13,49        |             |             |  |
|                               | Renaud Boisvert       | PS (ADFP)      | 4 879        | 9,43         |             |             |  |
|                               | Irène Sapir           | PCF            | 4 548        | 8,79         |             |             |  |
|                               | Robert Baconnet       | FN             | 4 375        | 8,45         |             |             |  |
|                               | André Goustat         | CPNT           | 4 272        | 8,25         |             |             |  |
|                               | Pierre Lade           | Les Verts (EÉ) | 3 438        | 6,64         |             |             |  |
|                               | Gilles Clamens        | Divers         | 1 137        | 2,19         |             |             |  |
|                               | Brigitte Cozet        | LO             | 884          | 1,70         |             |             |  |
|                               | Nadine Le Guen        | LT-LNÉ         | 716          | 1,38         |             |             |  |
|                               | Marcel Roux           | AP             | 321          | 0,62         |             |             |  |
|                               |                       |                |              |              |             |             |  |
| Inscrits                      | Inscrits              | Inscrits       | 76 611       | 100,00       | 75 993      | 100,00      |  |
| Abstentions                   | Abstentions           | Abstentions    | 21 146       | 27,6         | 24 319      | 32          |  |
| Votants                       | Votants               | Votants        | 55 465       | 72,4         | 51 674      | 68          |  |
| Blancs et nuls                | Blancs et nuls        | Blancs et nuls | 3 742        | 6,75         | 14 861      | 28,76       |  |
| Exprimés                      | Exprimés              | Exprimés       | 51 723       | 93,25        | 36 813      | 71,24       |  |
| Source : Data.gouv et CEVIPOF |                       |                |              |              |             |             |  |

Le suppléant de Daniel Garrigue était Jean-Marie Selosse, agriculteur éleveur, maire de Bourniquel.

### Élections de 1997
Les élections législatives françaises de 1997 ont eu lieu les dimanches 25 mai et 1er juin 1997.
| Candidat                      | Candidat                | Parti             | Premier tour | Premier tour | Second tour | Second tour |  |
| Candidat                      | Candidat                | Parti             | Voix         | %            | Voix        | %           |  |
| ----------------------------- | ----------------------- | ----------------- | ------------ | ------------ | ----------- | ----------- |  |
|                               | Daniel Garrigue sortant | RPR               | 16 170       | 31,22        | 26 732      | 49,32       |  |
|                               | Michel Suchod élu       | MDC (PCF)         | 9 507        | 18,35        | 27 474      | 50,68       |  |
|                               | Christiane Doré         | PS                | 7 998        | 15,44        |             |             |  |
|                               | Léon-Pierre Durin       | FN                | 6 823        | 13,17        |             |             |  |
|                               | Michel Bourgeois        | diss. PS          | 6 025        | 11,63        |             |             |  |
|                               | Roger Morand-Monteil    | LDI (MPF)         | 1 976        | 3,81         |             |             |  |
|                               | Patrick Cozza           | MÉI               | 1 598        | 3,08         |             |             |  |
|                               | François Pontalier      | Divers écologiste | 922          | 1,78         |             |             |  |
|                               | Claude Garello          | US4J              | 783          | 1,51         |             |             |  |
|                               |                         |                   |              |              |             |             |  |
| Inscrits                      | Inscrits                | Inscrits          | 75 291       | 100,00       | 75 267      | 100,00      |  |
| Abstentions                   | Abstentions             | Abstentions       | 20 057       | 26,64        | 16 733      | 22,23       |  |
| Votants                       | Votants                 | Votants           | 55 234       | 73,36        | 58 534      | 77,77       |  |
| Blancs et nuls                | Blancs et nuls          | Blancs et nuls    | 3 432        | 6,21         | 4 328       | 7,39        |  |
| Exprimés                      | Exprimés                | Exprimés          | 51 802       | 93,79        | 54 206      | 92,61       |  |
| Source : Data.gouv et CEVIPOF |                         |                   |              |              |             |             |  |

Le suppléant de Michel Suchod était Claude Lhaumond, conseiller municipal PCF de Bergerac.

### Élections de 2002
Les élections législatives ont eu lieu les 9 et 16 juin 2002.
Le taux d'abstention est de 30,17 % au premier tour, et de 32,71 % au second tour.
|                              | Daniel Garrigue élu            | UMP (UDF)         | 20 917 | 39,70  | 27 178 | 54,61  |  |  |  |  |  |
|                              | Cécile Labarthe                | PS (PCF)          | 12 901 | 24,48  | 22 591 | 45,39  |  |  |  |  |  |
|                              | Michel Suchod sortant          | Pôle républicain  | 5 043  | 9,57   |        |        |  |  |  |  |  |
|                              | Marie-Gabrielle Peyret Lacombe | FN                | 5 018  | 9,52   |        |        |  |  |  |  |  |
|                              | Léon-Pierre Durin              | MNR               | 2 877  | 5,46   |        |        |  |  |  |  |  |
|                              | Pascal Duppi                   | CPNT              | 1 568  | 2,98   |        |        |  |  |  |  |  |
|                              | Valérie Peny                   | LCR               | 1 236  | 2,35   |        |        |  |  |  |  |  |
|                              | Bérénice Vincent               | Les Verts         | 1 087  | 2,06   |        |        |  |  |  |  |  |
|                              | Marie-Claude Ferdy             | Cap21             | 895    | 1,70   |        |        |  |  |  |  |  |
|                              | Liliane Rousseau               | LO                | 586    | 1,11   |        |        |  |  |  |  |  |
|                              | Catherine Ducourneau           | Divers écologiste | 284    | 0,54   |        |        |  |  |  |  |  |
|                              | François Pontalier             | Régionaliste      | 282    | 0,54   |        |        |  |  |  |  |  |
|                              |                                |                   |        |        |        |        |  |  |  |  |  |
| Inscrits                     | Inscrits                       | Inscrits          | 77 600 | 100,00 | 77 490 | 100,00 |  |  |  |  |  |
| Abstentions                  | Abstentions                    | Abstentions       | 23 482 | 30,26  | 25 345 | 32,71  |  |  |  |  |  |
| Votants                      | Votants                        | Votants           | 54 118 | 69,74  | 52 145 | 67,29  |  |  |  |  |  |
| Blancs et nuls               | Blancs et nuls                 | Blancs et nuls    | 1 424  | 2,63   | 2 376  | 4,56   |  |  |  |  |  |
| Exprimés                     | Exprimés                       | Exprimés          | 52 694 | 97,37  | 49 769 | 95,44  |  |  |  |  |  |
| Source : Assemblée nationale |                                |                   |        |        |        |        |  |  |  |  |  |

Le suppléant de Daniel Garrigue était Marc Mattera, UDF, conseiller général du canton de Monpazier, maire de Biron, conseiller régional d'Aquitaine, employé de banque.

### Élections de 2007
| Candidat       | Candidat                      | Parti          | Premier tour | Premier tour | Second tour | Second tour |  |
| Candidat       | Candidat                      | Parti          | Voix         | %            | Voix        | %           |  |
| -------------- | ----------------------------- | -------------- | ------------ | ------------ | ----------- | ----------- |  |
|                | Daniel Garrigue sortant réélu | UMP            | 20 793       | 40,52        | 26 205      | 51,37       |  |
|                | Cécile Labarthe               | PS             | 14 702       | 28,65        | 24 810      | 48,63       |  |
|                | Marc Mattera                  | UDF–MoDem      | 5 316        | 10,36        |             |             |  |
|                | Antoine Peyret-Lacombe        | FN             | 2 677        | 5,22         |             |             |  |
|                | Laurent Péréa                 | PCF            | 2 019        | 3,93         |             |             |  |
|                | Laurent Simonet               | Les Verts      | 1 165        | 2,27         |             |             |  |
|                | Jean-Paul Valette             | LCR            | 1 102        | 2,15         |             |             |  |
|                | Marianic Dumigron             | CPNT           | 919          | 1,79         |             |             |  |
|                | Marc Peyroche                 | MPF            | 836          | 1,63         |             |             |  |
|                | Corinne Anselme               | MÉI            | 479          | 0,93         |             |             |  |
|                | Pierre Gilbert                | Divers         | 382          | 0,74         |             |             |  |
|                | Danielle Riché                | LO             | 376          | 0,73         |             |             |  |
|                | Patricia Gibeau               | MNR            | 284          | 0,55         |             |             |  |
|                | Boris Coquard                 | Divers         | 248          | 0,48         |             |             |  |
|                | Véronique Évrard              | Divers         | 14           | 0,03         |             |             |  |
|                |                               |                |              |              |             |             |  |
| Inscrits       | Inscrits                      | Inscrits       | 79 137       | 100,00       | 79 156      | 100,00      |  |
| Abstentions    | Abstentions                   | Abstentions    | 26 581       | 33,59        | 26 082      | 32,95       |  |
| Votants        | Votants                       | Votants        | 52 556       | 66,41        | 53 074      | 67,05       |  |
| Blancs et nuls | Blancs et nuls                | Blancs et nuls | 1 244        | 2,37         | 2 059       | 3,88        |  |
| Exprimés       | Exprimés                      | Exprimés       | 51 312       | 97,63        | 51 015      | 96,12       |  |

Le suppléant de Daniel Garrigue était Thierry Boidé.

### Élections de 2012
| Candidat       | Candidat                | Parti                    | Premier tour | Premier tour | Second tour | Second tour |  |
| Candidat       | Candidat                | Parti                    | Voix         | %            | Voix        | %           |  |
| -------------- | ----------------------- | ------------------------ | ------------ | ------------ | ----------- | ----------- |  |
|                | Dominique Mortemousque  | UMP                      | 11 144       | 22,11        | 22 247      | 46,81       |  |
|                | Brigitte Allain élue    | EÉLV (PS)                | 8 223        | 16,31        | 25 284      | 53,19       |  |
|                | Armand Zaccaron         | FG (PCF) (Divers gauche) | 7 793        | 15,46        |             |             |  |
|                | Béatrice Patrie         | Divers gauche            | 7 383        | 14,65        |             |             |  |
|                | Robert Dubois           | RBM (FN)                 | 7 238        | 14,36        |             |             |  |
|                | Daniel Garrigue sortant | Divers droite            | 7 004        | 13,89        |             |             |  |
|                | Sabine Robert-Noyon     | AÉI                      | 621          | 1,23         |             |             |  |
|                | Michel Delpon           | Sans étiquette           | 537          | 1,07         |             |             |  |
|                | Bernard Albrigo         | NPA                      | 324          | 0,64         |             |             |  |
|                | Sandrine Ruchot         | LO                       | 145          | 0,29         |             |             |  |
|                |                         |                          |              |              |             |             |  |
| Inscrits       | Inscrits                | Inscrits                 | 81 128       | 100,00       | 81 109      | 100,00      |  |
| Abstentions    | Abstentions             | Abstentions              | 29 844       | 36,79        | 31 008      | 38,23       |  |
| Votants        | Votants                 | Votants                  | 51 284       | 63,21        | 50 101      | 61,77       |  |
| Blancs et nuls | Blancs et nuls          | Blancs et nuls           | 872          | 1,7          | 2 570       | 5,13        |  |
| Exprimés       | Exprimés                | Exprimés                 | 50 412       | 98,3         | 47 531      | 94,87       |  |

Le suppléant de Brigitte Allain était Christophe Cathus, PS.

### Élections de 2017
Les élections législatives françaises de 2017 ont lieu les dimanches 11 et 18 juin 2017.
Député sortant : Brigitte Allain (Europe Écologie Les Verts).
|                                                                             |                                                                              |                           |                           |                          |                          |
|                                                                             |                                                                              | Premier tour 11 juin 2017 | Premier tour 11 juin 2017 | Second tour 18 juin 2017 | Second tour 18 juin 2017 |
|                                                                             |                                                                              |                           |                           |                          |                          |
|                                                                             |                                                                              | Nombre                    | % des inscrits            | Nombre                   | % des inscrits           |
| Inscrits                                                                    | Inscrits                                                                     | 82 447                    | 100,00                    | 82 423                   | 100,00                   |
| Abstentions                                                                 | Abstentions                                                                  | 38 486                    | 46,68                     | 43 482                   | 52,75                    |
| Votants                                                                     | Votants                                                                      | 43 961                    | 53,32                     | 38 941                   | 47,25                    |
|                                                                             |                                                                              |                           | % des votants             |                          | % des votants            |
| Bulletins blancs                                                            | Bulletins blancs                                                             | 800                       | 1,82                      | 3 438                    | 8,83                     |
| Bulletins nuls                                                              | Bulletins nuls                                                               | 416                       | 0,95                      | 1 855                    | 4,76                     |
| Suffrages exprimés                                                          | Suffrages exprimés                                                           | 42 745                    | 97,23                     | 33 648                   | 86,41                    |
|                                                                             |                                                                              |                           |                           |                          |                          |
| Candidat Étiquette politique (partis et alliances)                          | Candidat Étiquette politique (partis et alliances)                           | Voix                      | % des exprimés            | Voix                     | % des exprimés           |
|                                                                             |                                                                              |                           |                           |                          |                          |
|                                                                             | Michel Delpon La République en marche !                                      | 14 844                    | 34,73                     | 22 317                   | 66,32                    |
|                                                                             | Robert Dubois Front national (Front national)                                | 6 816                     | 15,95                     | 11 331                   | 33,68                    |
|                                                                             | Gaëlle Blanc-Lajonie Les Républicains (Union des démocrates et indépendants) | 5 922                     | 13,85                     |                          |                          |
|                                                                             | Brigitte Allain (députée sortante) Europe Écologie Les Verts                 | 5 105                     | 11,94                     |                          |                          |
|                                                                             | Chrystel Boutillier La France insoumise                                      | 4 702                     | 11,00                     |                          |                          |
|                                                                             | Armand Zaccaron Parti communiste français                                    | 3 142                     | 7,35                      |                          |                          |
|                                                                             | Magali Jimenez Écologiste (Alliance écologiste indépendante)                 | 829                       | 1,94                      |                          |                          |
|                                                                             | Robert Richard Debout la France                                              | 715                       | 1,67                      |                          |                          |
|                                                                             | Éric Mercier Divers (Union populaire républicaine)                           | 363                       | 0,85                      |                          |                          |
|                                                                             | Sandrine Ruchot Lutte ouvrière                                               | 278                       | 0,65                      |                          |                          |
|                                                                             | Éric Villemagne Extrême droite (Front national diss.)                        | 29                        | 0,07                      |                          |                          |
| Source : Ministère de l'Intérieur - Deuxième circonscription de la Dordogne |                                                                              |                           |                           |                          |                          |

La suppléante de Michel Delpon était Denise Ménard, ancienne directrice d'établissement d'enseignement agricole à Bergerac, militante syndicale.

### Élections de 2022
| Résultats des élections législatives des 12 et 19 juin 2022 de la 2e circonscription de Dordogne |                          |                          |                          |              |              |             |             |
| Candidat                                                                                         | Candidat                 | Parti et coalition       | Nuance                   | Premier tour | Premier tour | Second tour | Second tour |
| Candidat                                                                                         | Candidat                 | Parti et coalition       | Nuance                   | Voix         | %            | Voix        | %           |
|                                                                                                  | Serge Muller             | RN                       | RN                       | 10 338       | 23,77        | 18 891      | 50,44       |
|                                                                                                  | Michel Delpon            | LREM (ENS)               | ENS                      | 9 591        | 22,05        | 18 561      | 49,56       |
|                                                                                                  | Michèle Roux,            | LFI (NUPES)              | NUP                      | 9 214        | 21,19        |             |             |
|                                                                                                  | Christophe Cathus        | PS diss.                 | DVG                      | 6 384        | 14,68        |             |             |
|                                                                                                  | Aurélien Delfour         | LR                       | LR                       | 2 961        | 6,81         |             |             |
|                                                                                                  | Nathalie Ballerand       | REC                      | REC                      | 2 149        | 4,94         |             |             |
|                                                                                                  | Amandine Legros          | LMR                      | DVD                      | 985          | 2,27         |             |             |
|                                                                                                  | Hervé Prats              | SE                       | DSV                      | 807          | 1,86         |             |             |
|                                                                                                  | Cédric Ulian             | PA                       | ECO                      | 621          | 1,43         |             |             |
|                                                                                                  | Jonathan Almosnino       | LO                       | DXG                      | 437          | 1,00         |             |             |
| Votes valides                                                                                    | Votes valides            | Votes valides            | Votes valides            | 43 487       | 97,45        | 37 452      | 87,84       |
| Votes blancs                                                                                     | Votes blancs             | Votes blancs             | Votes blancs             | 688          | 1,54         | 3 502       | 8,21        |
| Votes nuls                                                                                       | Votes nuls               | Votes nuls               | Votes nuls               | 448          | 1,00         | 1 681       | 3,94        |
| Total                                                                                            | Total                    | Total                    | Total                    | 44 623       | 100          | 42 635      | 100         |
| Abstention                                                                                       | Abstention               | Abstention               | Abstention               | 39 679       | 47,07        | 41 662      | 49,42       |
| Inscrits / participation                                                                         | Inscrits / participation | Inscrits / participation | Inscrits / participation | 84 302       | 52,93        | 84 297      | 50,58       |

Le suppléant de Serge Muller était Lucas Broucq.

### Élections de 2024
| Candidat                 | Candidat                 | Parti et coalition       | Nuance                   | Premier tour | Premier tour | Second tour | Second tour |
| Candidat                 | Candidat                 | Parti et coalition       | Nuance                   | Voix         | %            | Voix        | %           |
| ------------------------ | ------------------------ | ------------------------ | ------------------------ | ------------ | ------------ | ----------- | ----------- |
|                          | Serge Muller             | RN                       | RN                       | 24 374       | 42,71        | 28 256      | 52,05       |
|                          | Christophe Cathus        | PS (NFP)                 | UG                       | 16 131       | 28,27        | 26 027      | 47,95       |
|                          | Michel Delpon            | RE (ENS)                 | ENS                      | 11 173       | 19,58        | Retrait     | Retrait     |
|                          | Josie Bayle              | LR                       | LR                       | 4 574        | 8,01         |             |             |
|                          | Lise Khelfaoui           | LO                       | EXG                      | 816          | 1,43         |             |             |
|                          |                          |                          |                          |              |              |             |             |
| Votes valides            | Votes valides            | Votes valides            | Votes valides            | 57 068       | 96,63        | 54 283      | 91,34       |
| Votes blancs             | Votes blancs             | Votes blancs             | Votes blancs             | 1 134        | 1,92         | 3 402       | 5,72        |
| Votes nuls               | Votes nuls               | Votes nuls               | Votes nuls               | 857          | 1,45         | 1 745       | 2,94        |
| Total                    | Total                    | Total                    | Total                    | 59 059       | 100          | 59 430      | 100         |
| Abstention               | Abstention               | Abstention               | Abstention               | 25 227       | 29,93        | 24 863      | 29,50       |
| Inscrits / participation | Inscrits / participation | Inscrits / participation | Inscrits / participation | 84 226       | 70,07        | 84 293      | 70,50       |

Le suppléant de Serge Muller est Christian Gérard, assistant parlementaire.